# Archaeogeryon
Archaeogeryon peruvianus
Genre
Espèce
Archaeogeryon est un genre éteint de crabes dont la seule espèce connue est Archaeogeryon peruvianus.
Il vivait au Miocène. Les gisements connus pour cette espèce proviennent tous de la province de Santa Cruz, Patagonie, Argentine.
La taille pouvait dépasser les 30 cm (corps, hors antennes et pattes).